# Bedhead
Bedhead ist ein Fantasie-Kurzfilm aus dem Jahre 1991 von Regisseur und Ko-Autor Robert Rodriguez. Produziert wurde der Film während Rodriguez Schüler der Universität in Austin, Texas war. Er drehte den Film mit seinem Bruder David Rodriguez, mit seinen Schwestern als Schauspielerinnen und seiner Familie und Freunden als Crew. Der Film gewann Bargeldpreise, welche Rodriguez als Hilfe für eine Produktion für seinen ersten Hauptfilm, El Mariachi, benutzte.

## Handlung
Rebecca ist ein junges Mädchen, die immer von ihrem großen Bruder David, welcher bekannt für seine schrecklich ungekämmten Haare ist, getriezt wird.
David ist immer etwas widerspenstig. Beim Frühstück isst er eine Kakerlake und macht mit seinen Cerealien eine große Sauerei. Nach dem Frühstück will Rebecca mit ihren Puppen spielen gehen, als sie sieht, dass David auch noch ihre letzte Puppe verunstaltet hat.
Erschüttert versucht sie, sich mit David zu prügeln, fällt und schlägt sich dabei unglücklicherweise den Kopf an. Als sie wieder zu Bewusstsein kommt, bemerkt sie, dass sie nun telekinetische Kräfte besitzt. Zunächst denkt sie, ihre neuen Kräfte könnten einen Vorteil in der Menschheit schaffen, widerspiegelnd darin, dass sie die erste Präsidentin der USA mexikanischer Herkunft wird. Sie entscheidet sich jedoch, zuerst Rache an ihrem großen Bruder zu nehmen.
Überwältigt von ihren Kräften, aber immer noch unfähig seine unbändigen Haare (Original: Bedhead) zu glätten, packt sie den Jungen und schleift ihn an ihrem Fahrrad hinter sich her. Dabei sie fällt ein weiteres Mal auf den Kopf. Sie wacht in einem Krankenhaus auf und entscheidet sich, ihre Fähigkeiten, nie wieder zum Einsatz zu bringen und David im Ungewissen zu lassen, ob sie sie jemals wieder gegen ihn einsetzen wird.

## Hintergrund
Bedhead war ein Studentenprojekt von Robert Rodriguez, während er Student an der Universität von Texas in Austin war. Er war Regisseur, Kameramann, Filmeditor und hat das Drehbuch zusammen mit seinem Bruder, David, und einem Freund, Bryant Delafosse, geschrieben. Rodriguez hat außerdem eine animierte Titel-Sequenz für den Kurzfilm animiert.
Seine Brüder und Schwestern spielten im Film mit, unter anderem seine jüngere Schwester Rebecca und sein Bruder David als Hauptdarsteller. Seine jüngste Schwester, Maricarmen Rodriguez, verkörperte Rebeccas kleine, Mode-besessene Schwester, genannt „Fashion-Monster“, während Elizabeth Rodriguez eine Krankenschwester im Krankenhaus spielte.
Familie und Freunde wirkten als Crew mit, Co-Writer Delafosse und David Rodriguez wurden im Abspann als „dolly grip“ beschrieben.
Der Film wurde auf schwarz-weißem 16-mm-Film gedreht. Der Film wurde dann auf ein 3/4 Videoband übertragen. Weil Rodriguez nicht die Ausstattung hatte, um mit „Sync Sound“ zu drehen, gibt es im Film keine Dialoge zwischen den Personen, sondern eine „Voiceover-Erzählung“.
Bedhead ist als eine Bonus-DVD bei dem Film El Mariachi und der MexiCollection beigelegt.

## Rezeption
Die Internet Movie Database wertete den Film mit 6,7/10 Punkten.
Jason Adams nannte Bedhead, in einem Review zur Mexico Trilogie-DVD, ein kleines, kreatives Filmchen (original: „a creative little flick“).